# Powder Blue
Powder Blue (Verweistitel: Powder Blue – Am Ende bleibt Liebe) ist ein US-amerikanisches Filmdrama aus dem Jahr 2009. Unter der Regie von Timothy Linh Bui spielen Jessica Biel, Forest Whitaker, Ray Liotta und Eddie Redmayne die Hauptrollen in einer Geschichte, in der sich die Lebenswege von vier Menschen schicksalhaft kreuzen. Für Patrick Swayze, der den schmierigen Nachtclubbesitzer Velvet Larry spielt, war es die letzte Filmrolle.

## Handlung
Winter in Los Angeles kurz vor Weihnachten. Es geht um das Leben von vier Menschen, deren Lebenslinien sich bis zum Heiligabend mal mehr, mal weniger miteinander verflechten. Der Priester Charlie Bishop kann den durch ihn verschuldeten Unfalltod seiner Frau nicht überwinden und sehnt sich nach dem Tod. Rose Johnny träumt von einem besseren Leben, während sie als Stripperin arbeitet, um die Krankenhauskosten für ihren Sohn Billy aufbringen zu können, der im Koma liegt. Jack Doheny hingegen wurde nach 25 Jahren aus dem Gefängnis entlassen und muss feststellen, dass die Frau, die seine große Liebe war, inzwischen verstorben ist. Schließlich ist da noch Qwerty Doolittle, ein introvertierter junger Mann, der das ruinöse Bestattungsunternehmen seines Vaters geerbt hat.
Rose hat ein Date, in das sie alle Hoffnung legt, die sich jedoch zerschlägt. Zurück im Motel, in dem sie lebt, stellt sie fest, dass dessen Manager ihren Hund freigelassen hat. Das Tier wurde von Qwerty angefahren und nach Hause mitgenommen, wo sich der junge Mann liebevoll um den Hund kümmert. Jack wiederum trifft sich in einem Bus mit seinem ehemaligen Partner Randall, der ihm dafür, dass er im Gefängnis geschwiegen hat, einen Koffer mit Geld übergibt. In diesem Koffer findet Jack einen Flyer des Nachtclubs Wild Velvet. Währenddessen liest Charlie auf der Straße die transsexuelle Prostituierte Lexus auf, die er darum bittet, ihn zu erschießen, wofür er ihr 50.000 US-Dollar überlassen will. Sie lehnt dieses Ansinnen jedoch fassungslos ab und verschwindet. Derweil hängt Rose Plakate aus, worauf sie um Hinweise zu ihrem verschwundenen Hund bittet.
Kurze Zeit später hat sie einen Auftritt im Wild Velvet, wo Jack sie sieht und in ihr seine Tochter erkennt. Eine Rückblende klärt darüber auf, dass Jack Magenkrebs im Endstadium hat.
Qwerty versucht unterdessen telefonisch, bei seinen Kunden ausstehende Honorare einzutreiben, als Charlie in sein Bestattungsinstitut kommt. Nachdem er sich einen Sarg ausgesucht hat, bittet er nun Qwerty darum, ihn zu erschießen, doch lehnt auch dieser sein Ansinnen nach anfänglichem Zögern entrüstet ab. Charlie geht danach in ein Café, wo er einschläft und von dem tödlichen Unfall seiner Frau träumt. Dort spricht ihn die Bedienung Sally an, die er später auf ihrem Heimweg begleitet. Obwohl sie ihn küsst, kommt er ihrer Aufforderung, noch in ihre Wohnung mitzukommen, nicht nach.
Rose hingegen hat ein ganz anderes Problem und ist erzürnt, dass ihr Boss Velvet Larry sie für den Weihnachtsabend zum Strippen eingeplant hat. Er macht ihr jedoch klar, dass sie sich, wenn sie sich weigern sollte, einen neuen Job suchen könne. Als sie den Nachtclub verlässt, spricht Jack sie an. Sie tanzt anschließend im „Blue Room“ für ihn. Als sie ihm näherkommen will, stößt er sie ohne weitere Erklärung weg.
Als Qwerty die Suchplakate sieht, die Rose ausgehängt hat, reißt er sie allesamt ab. Zur selben Zeit bewahrt Jack Rose davor, wegen eines Ladendiebstahls zur Verantwortung gezogen zu werden, und hilft ihr, den Kopf aus der Schlinge zu ziehen. Nachdem sie erst mit Wut reagiert, kann Jack sie dann aber beruhigen und dazu bringen, mit ihm ein Café aufzusuchen, wo sie ihm von ihrer Mutter erzählt.
Qwerty, der ausgesprochen schüchtern ist, fällt während eines Blind Dates in Ohnmacht, während Sally und Charlie sich erneut treffen. Als Charlie kurze Zeit später mit seinem Auto in die Waschanlage fährt, wird ihm der Wagen gestohlen, in dem sich immer noch die 50.000 $ befinden. Eine Paillette von Lexus’ Kleid, die in der Waschbox liegt, veranlasst Charlie dazu, nach Lexus zu suchen, wobei er erfährt, dass diese ebenfalls lebensmüde ist.
Jack sucht Rose derweil wiederum im Wild Velvet auf und will ihr Flugtickets übergeben. Als er ihr vermittelt, dass er ihr Vater ist, reagiert sie über und lässt ihn in ihrer Wut von den Türstehern des Clubs hinauswerfen. Im Anschluss daran versucht sie, im Krankenhaus anzurufen, um sich nach ihrem Sohn zu erkundigen, doch geht niemand ans Telefon. In Panik fährt sie daraufhin dorthin, doch ist Billys Zustand unverändert. Ein Arzt versucht ihr klarzumachen, dass es für ihren Sohn so gut wie keine Hoffnung mehr gibt, worauf sie wiederum mit Hilflosigkeit gepaart mit Wut reagiert. Jack ist ihr unbemerkt gefolgt und besucht später seinen Enkel im Krankenhaus.
Ein Trost widerfährt Rose dennoch, denn Qwerty meldet sich bei ihr, um ihr ihren Hund zurückzugeben. Die beiden einsamen Menschen verbringen die Nacht miteinander. Am nächsten Tag ist Rose verschwunden, Qwerty fährt in den Nachtclub und sieht sie dort tanzen, woraufhin sie weinend ihren Auftritt abbricht. Als der junge Mann versucht, zu Rose vorzudringen, wird er jedoch von den Rausschmeißern davon abgehalten. So wartet er vor der Tür auf sie und wiederum verbringen beide die Nacht miteinander. Währenddessen hat Charlie Lexus ausfindig gemacht und will sein Geld zurück. Lexus bietet ihm an, seiner Bitte, ihn zu töten, nun doch nachzukommen, erschießt dann jedoch sich selbst.
Während Qwerty und Rose ihre gemeinsame Zeit genießen, erleidet Billy eine Lungenembolie. Sowohl Jack als auch das Krankenhaus versuchen vergeblich, Rose zu erreichen. Billy stirbt in dieser Nacht. Charlie wiederum träumt von seiner Frau und findet seinen Frieden mit Gott. Jack hingegen ist in der Nacht, während er auf Rose wartete, vor dem Wild Velvet erfroren.
Später erfährt Rose im Krankenhaus, dass er alle ausstehenden Arztkosten für ihren Sohn beglichen und ihr einen Briefumschlag hinterlassen hat. Der Umschlag enthält zwei Flugtickets rund um die Welt.
Während Jack sich mit Billy im Himmel an einem Strand trifft, verabredet sich Charlie nun doch mit Sally, die ihm Lebensmut geschenkt hat und Rose lädt Qwerty ein, mit ihr zusammen auf Reisen zu gehen.

## Produktion, Musik, Veröffentlichung
Die Filmaufnahmen entstanden in Los Angeles in Kalifornien.
Musik im Film
- Heartbreak Hotel, Text und Komposition: Mae Boren Axton, Tommy Durden, Elvis Presley
  - Vortrag: Studio Musicians
- Amor Porteno, Text: Christoph H. Müller, Eduardo Makaroff, Philippe Cohne-Solal
  - Vortrag: Gotan Project
- Burn, von Grégory Chabasse & Jack Rotor
  - Vortrag: Dream Electro
- Blanket, Text: Peter Akinrinlola, Imogen Heap
  - Vortrag: Urban Species und Imogen Heap
- Deck the Halls, traditionelle Weise, Arrangement: Alain Leroux
  - Vortrag: Studio Musicians
- Collar Bone, Text: David Best, Stephen Lewis & Matthew Hainsby
  - Vortrag: Fujiya & Miyagi
- Get Busy, Text: Vicky Karagiorgos & Ashley Anderson
  - Vortrag: Vassy
- Breathe, Text: Steffen Aaskoven, Marc-George Anderson, Jon Anton Anderson, Torsten Jacobsen, Adam Seltzmayer & Sophie Barker
  - Vortrag: Bliss
- Never Meant to Hurt You, Text: Kuba Oms & Darren Glover
  - Vortrag: Kuba Oms
- It’s Your Kisses, Text und Vortrag Joe Faraci
- O Christmas Tree, traditionelle Weise, Arrangement und Vortrag Tamir Hendelman
- Right Here, Right Now, Text und Vortrag: Simon J. Hunter
- The Werewolf, Text: Michael Hurley
  - Vortrag: Cat Power
- Flying with You, Text und Vortrag: Saint Ler Roq
- Since You’ve Been Gone, Text und Vortrag: Steve Lang
- Ride-Goldrush, Text: Alison Sudol & Aaron Zigman
  - Vortrag: A Fine Frenzy
- The Woman Is the Way, Text: Patrick Muldoon & Neil G. Ives
  - Vortrag: Patrick Muldoon, Ives, Pettus, Wollam
- Danzo Bayamo, Text und Vortrag: Manuel Barreras

Der Film wurde in den USA am 8. Mai 2009 in ausgewählten Kinos gezeigt. Am 26. Mai 2009 wurde er in den USA auf DVD veröffentlicht. Am 15. Oktober 2009 wurde er in Kasachstan gezeigt. In Deutschland hatte er am 23. Oktober 2009 DVD-Premiere, herausgegeben von Tiberius Film. In Russland lief er am 12. November 2009 an. Auf DVD bzw. Blu-ray Disc wurde er außerdem in folgenden Ländern veröffentlicht: Argentinien, Schweden, Australien, Vereinigtes Königreich und Frankreich sowie in Brasilien, Griechenland, Ungarn, Polen und Portugal.

## Kritik
„‚Powder Blue‘ ist sicher kein großer Wurf, doch die souverän agierenden Darsteller, die düstere Fotografie und die passende musikalische Untermalung lassen über Schwächen des Drehbuchs auch mal hinwegsehen.“

Jan Hamm von Filmstarts.de war der Ansicht, dass der Film auf „ganzer Linie scheitere“. Hamm konnte der Technik, „in Sekundenbruchteilen zwischen unterschiedlichsten Themen umherzuspringen, wie das beim alltäglichen Surfritt durch die Weiten des Internets eine Selbstverständlichkeit“ sei, nichts abgewinnen und führte abschließend aus: „Eine den Inhalt konterkarierende Inszenierung und der peinliche Auftritt von Schauspiel-Titan Forest Whitaker sorgen dafür, dass die wenigen guten Ansätze des pathetischen Großstadt-Dramas einfach verpuffen. Immerhin dürfte ‚Powder Blue‘ das Kritikervokabular einmal mehr erweitern – und zwar um das ‚Deadlink Movie‘.“
Wulf Bengsch vom medienjournal bescheinigte dem Film, dass er sich „in Teilen leider selbst zu ernst“ und damit „am selbst erzeugten Pathos“ übernehme, was dazu führe, dass „manche Szenen derart klischeebeladen wirken und so, als hätte man sie schon viele Male in dieser oder ähnlicher Form gesehen“. Gute schauspielerische Leistungen bestätigte er Ray Liotta und Jessica Biel, von Forest Whitaker hingegen sei man „besseres gewohnt“, sein Spiel bleibe „ein wenig blass“. Letztendlich bleibe festzuhalten, dass Powder Blue „zwar ein guter Film“ sei, „aber eben auch nicht mehr“.
- Auf Rotten Tomatoes wurde der Film mit 25 % auf dem Tomatometer bewertet.[7]